# Хуан де Калабасас

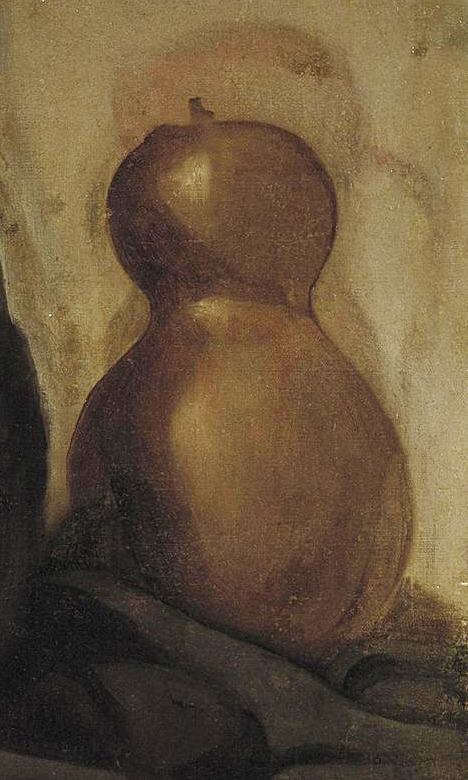
Тыква-погремушка (лагенария обыкновенная) — атрибут шута, подаривший ему прозвище (фрагмент портрета в Прадо)

Хуан де Калабасас (исп. Juan de Calabazas) — испанский придворный шут, чьим настоящим именем было Хуан де Карденас (исп. Juan de Cardenas), модель двух портретов Веласкеса из его знаменитой шутовской серии:
1. Дон Хуан де Калабасас (Кливленд), 1631—1632. Модель и авторство под вопросом[1].
2. Дон Хуан де Калабасас (Прадо), ок. 1637—1639.

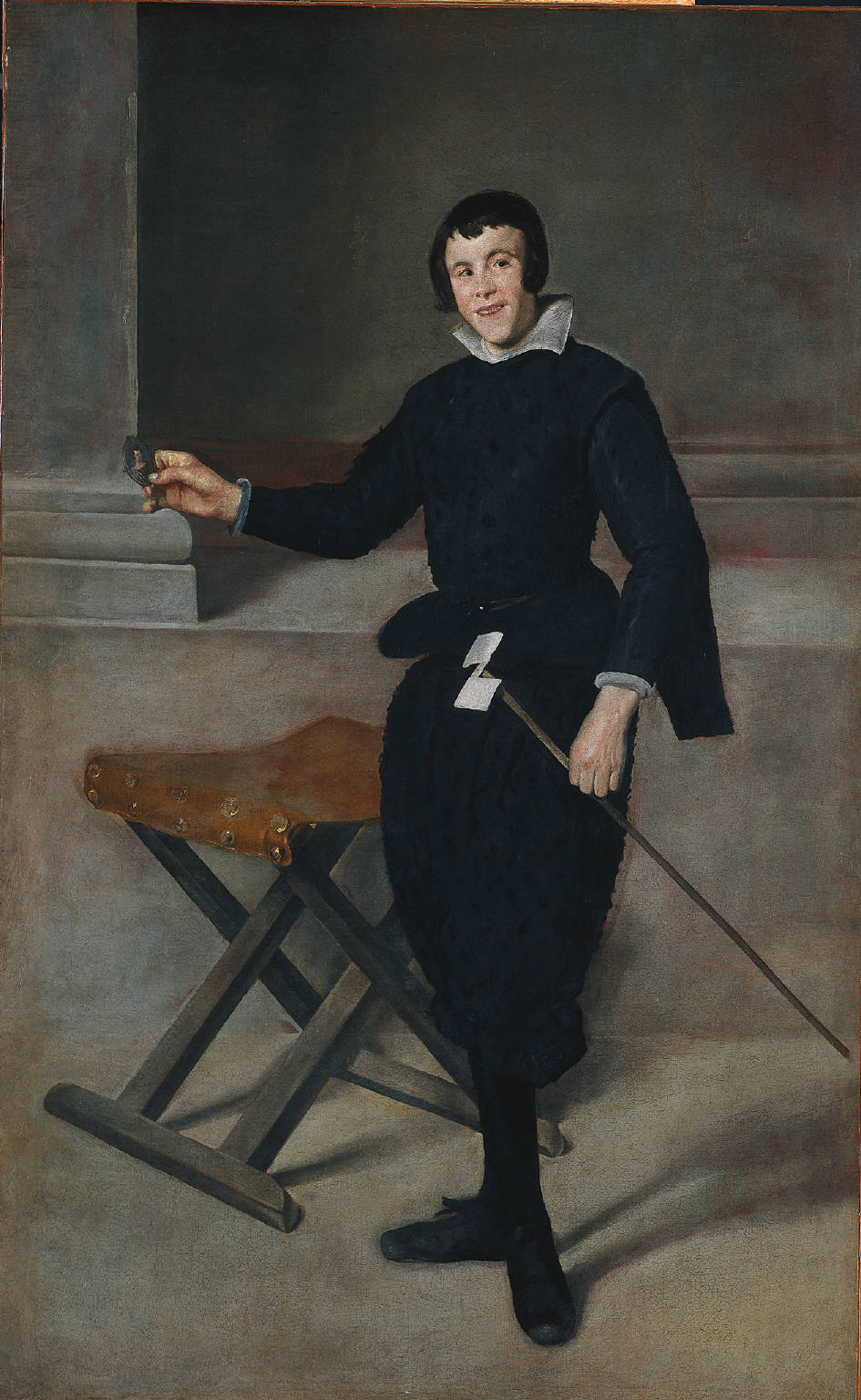
Кливленд
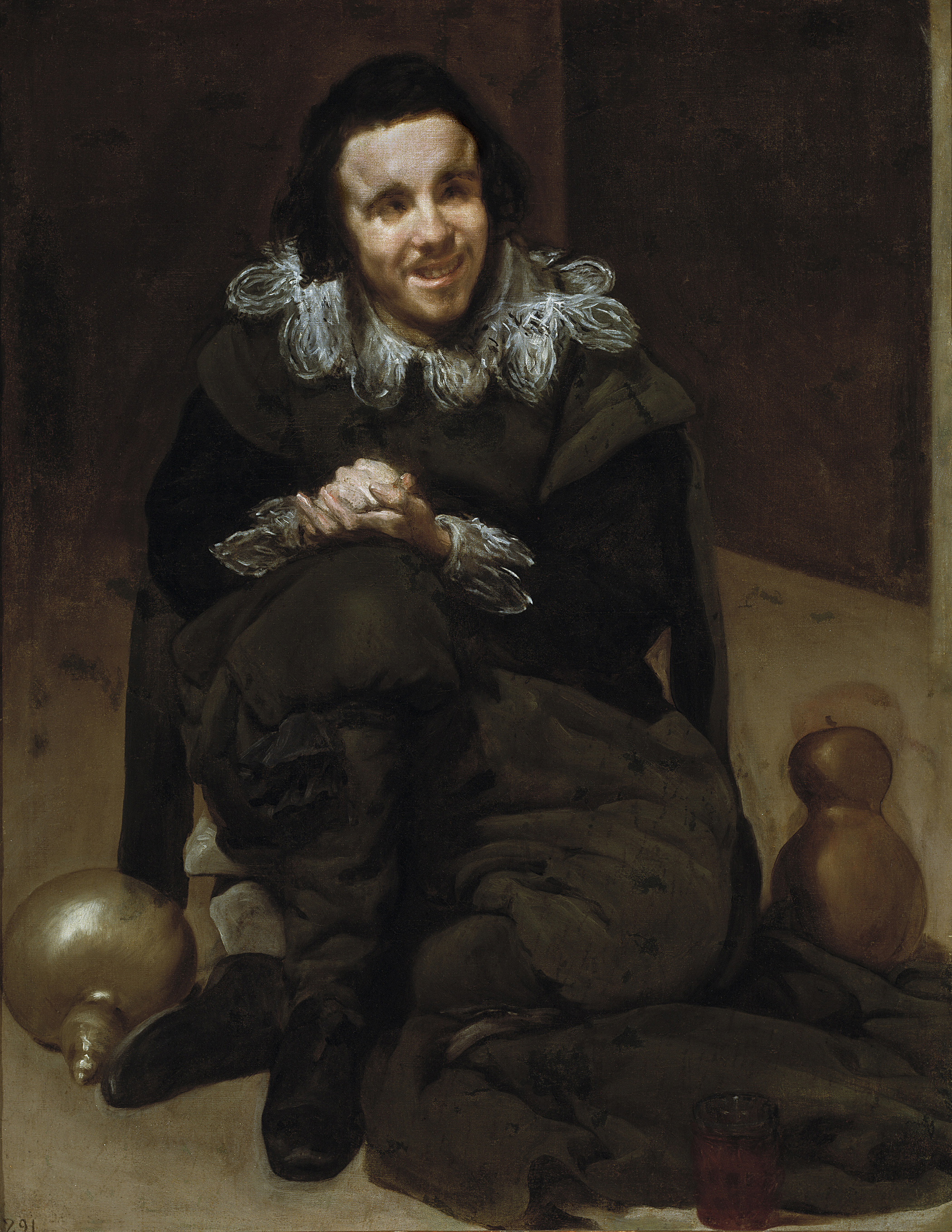
Прадо

Он носил прозвище Калабасас (букв. «тыквы») из-за высохших тыкв-погремушек, которые использовал в своем шутовстве. По другим указаниям, он получил его из-за формы головы, то есть на самом деле оно значит «тыквоголовый». Также используется уменьшительное от этого прозвища — Калабасильяс («тыковки»; исп. Calabacillas). Известен и как «Дурак из Кории» (исп. El Bobo de Coria) или «Косой» (исп. El Bizco).
Согласно историку Морено Вилья, служба Калабасаса была задокументирована в мадридском королевском Алькасаре с 1630 года до его смерти в октябре 1639. До 1632 года он был на службе у кардинала-инфанта дона Фернандо, затем у короля Филиппа IV. До поступления на королевскую службу он служил во дворце герцогов Альба в Кории.
Одноименный шут есть у Кальдерона в пьесе «Дом с двумя дверьми трудно устеречь» (1629).